# Segeste
Segeste ist ein Ortsteil der Gemeinde Sibbesse im niedersächsischen Landkreis Hildesheim.

## Geografie
Segeste liegt südlich von Hildesheim an der Südflanke des Hildesheimer Walds zwischen den Naturparks Weserbergland im Westen und Harz im Südosten. Der Ort wird von der Alme (Zufluss der Riehe) durchflossen.

## Geschichte
Die Bedeutung des Namens von Segeste, das bereits 845 erstmals als „Seguti“ urkundlich genannt wurde, ist bis heute ungeklärt. Damals besaß das Kloster Corvey dort achtzig Morgen Land. Über einen Zusammenhang mit dem „Cheruskerfürsten Segestes“ wurde oft spekuliert, insbesondere, weil sich unweit des Dorfes ein Flurstück mit der Bezeichnung „Burgstelle“ befindet. Im Jahre 1020 wurde Segeste als „Segate“ erwähnt.
Zu Beginn des 20. Jahrhunderts lebten in Segeste 263 Menschen. In der Volkszählung 1950 wurden Segeste 481 Menschen zugerechnet.
Am 7. November 1901 wurde die Bahnlinie von Elze nach Gronau bis nach Bodenburg verlängert, und zwischen Almstedt und Segeste wurde ein Bahnhof gebaut. Anfangs hielten hier fünf Personenzugpaare pro Tag, und ein in Almstedt bereits bestehendes Kalkwerk erhielt einen eigenen Gleisanschluss für seinen Güterverkehr. Am 24. September 1966 wurde der Personenverkehr auf der Eisenbahnstrecke allerdings eingestellt und 1974 auch der Güterverkehr.

## Eingemeindungen
Im Zuge der Gebietsreform in Niedersachsen, die am 1. März 1974 stattfand, wurde die zuvor selbständige Gemeinde Segeste zum Ortsteil der Gemeinde Almstedt.
Am 1. November 2016 wurde Almstedt und Segeste mit den anderen Gemeinden der Samtgemeinde Sibbesse zur neuen Gemeinde Sibbesse zusammengeschlossen.

## Politik

### Ortsrat und Ortsbürgermeister
Segeste wird auf kommunaler Ebene vom Almstedter Ortsrat vertreten.

### Wappen
Der Gemeinde wurde das Kommunalwappen am 29. November 1938 durch den Oberpräsidenten der Provinz Hannover verliehen. Der Landrat aus Alfeld überreichte es am 15. Februar 1939.
| Wappen von Segeste | Blasonierung: „In Rot über grünem Schildfuß auf weißem, verhaltenem Ross mit goldenem Zaumzeug und Bocksattel, durch dessen vorderen Wulst der Zaum hindurchgeführt ist, ein herschauender silberner Reiter in der Tracht des 10. Jahrhunderts, bestehend in einem am Hals offenen, kniefreiem silbernen Leibrock mit langen Ärmeln, Bundschuhen sowie in einem goldenen, mützenartigen Helm, der das herabwallende goldene Haupthaar freilässt. In der Rechten hat er eine im oberen Schildrande verlaufende goldene Lanze, am goldenen Wehrgehänge ein Schwert mit goldenem Griff und silberner Scheide, die oben und unten mit Gold beschlagen ist; die Linke zieht den Zügel an.“ |
| Wappen von Segeste | Wappenbegründung: Für die Gemeinde Segeste sind aus der Zeit der frühen Jahrhunderte des Mittelalters noch etliche Freibauernhöfe urkundlich bezeugt. Diese durchaus bemerkenswerte Feststellung ist die Grundlage des Wappens, das einen zum aufgebotenen Heerbann ausziehenden gewappneten Freibauern des 10. Jahrhunderts darstellt. |

## Wirtschaft und Infrastruktur
Verkehr

Die wichtigste Verbindung von Segeste mit dem überörtlichen Straßennetz stellt die Landesstraße 482 dar; die nächstgelegenen Bundesstraßen sind die B 243 im Osten und die B 3 im Westen. Die Schnellfahrstrecke Hannover–Würzburg verläuft ohne Haltestelle durch das Gemeindegebiet. Sie verfügt hier jedoch über einen Betriebsbahnhof mit dem Namen Almstedt.

## Kultur und Sehenswürdigkeiten

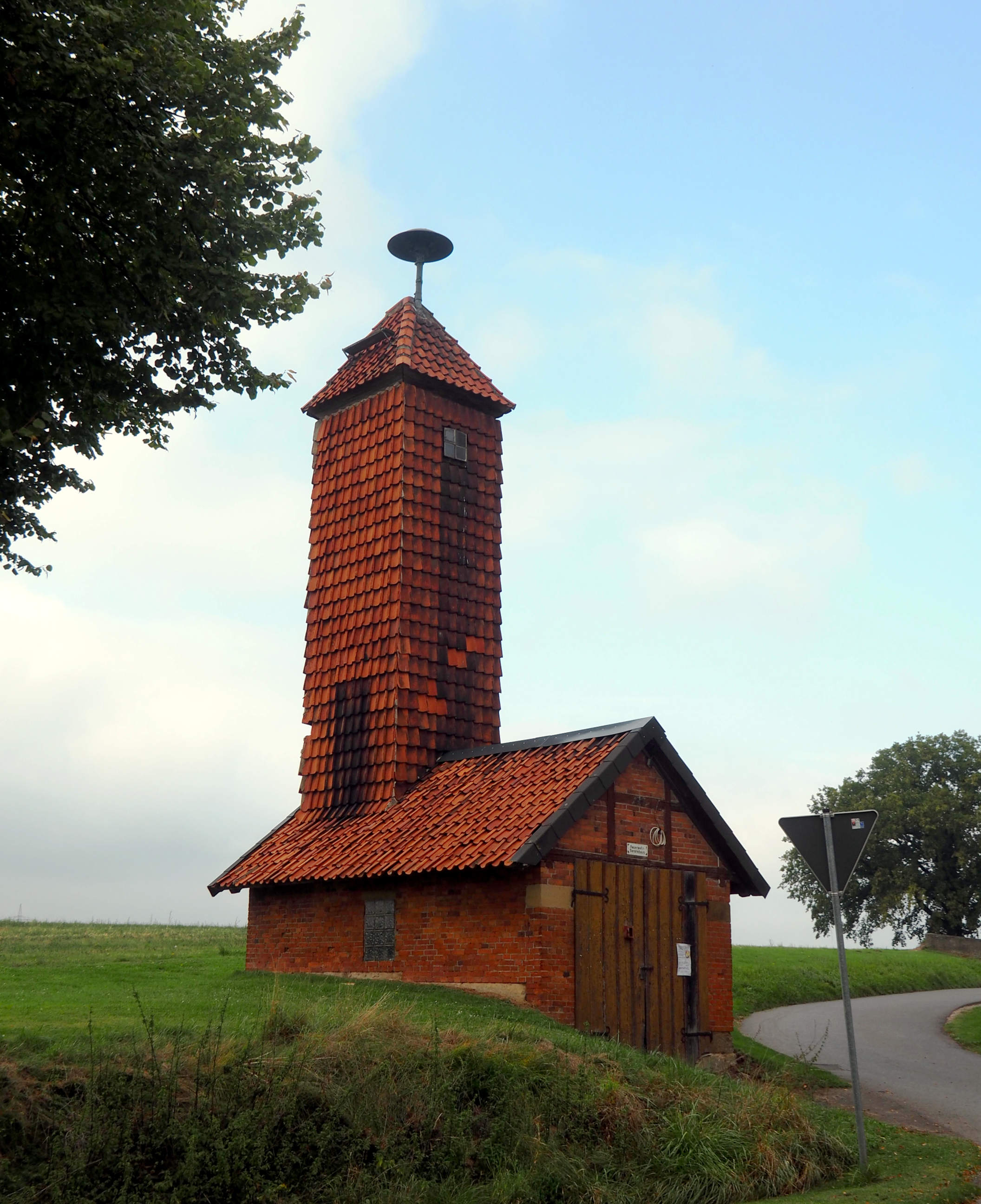
Altes Feuerwehrhaus

### Bauwerke
- An der Hauptstraße von Segeste sind zahlreiche gut erhaltene Fachwerkhäuser zu bestaunen und an der Straße „Im Dorf“ stehen fünf Häuser bzw. Höfe unter Denkmalschutz.
- Ebenfalls sehenswert ist die 1770 erbaute evangelische Kapelle in Segeste, an der 1823 eine Schule angebaut wurde. Die Schule wurde 1909 in ein Wohnhaus umgewandelt, wobei auch die Kapelle umgebaut wurde. Die Orgel der Kapelle, deren Glocke 1835 eingefertigt wurde, befindet sich über dem Altar und nicht – wie sonst üblich – auf der Empore im Bereich des Turmes. Die Kapelle hat rund 100 Sitzplätze. Über ihrem Eingang im Bereich des Westturmes, dessen Haube mit Schiefer verkleidet ist, findet sich die in Stein gehauene Jahreszahl 1770. An der Südseite der Kapelle ist eine Sonnenuhr in das Mauerwerk eingraviert.

### Museen
- Die 1901 eingeweihte Bahnstrecke Elze–Bodenburg mit dem Bahnhof Almstedt-Segeste wurde 1966 für den Personenverkehr und 1974 auch für den Güterverkehr aufgegeben; inzwischen verkehrt jedoch auf einem renovierten Teilstück mehrmals im Jahr eine Museumseisenbahn, die Almetalbahn der Arbeitsgemeinschaft historische Eisenbahn e. V. (AHE). In den 1980er Jahren wurde das Bahnhofsgebäude von der Süd- auf die Nordseite der Gleise verlegt.[10]

## Persönlichkeiten
- Manfred Kohrt (* 1947), Germanist, Linguist und Hochschullehrer